# Nemzetközi Repülőterek Tanácsa
A Nemzetközi Repülőterek Tanácsa (angol nyelven:  Airports Council International (ACI)) a repülőtéri hatóságok szervezete, amelynek célja a repülőtéri szabványok iparági gyakorlatának egységesítése. Az 1991-ben alapított szervezet központja (ACI World) a kanadai Montréalban (Quebec) található, tagjai több mint 2000 repülőteret üzemeltetnek.
Főbb programjai közé tartozik a biztonságnövelés (APEX) és a repülőtéri szolgáltatásminőségi díjak (ASQ), amelyek az utasok elégedettségi értékelésén alapulnak. Más kezdeményezések a gazdaságosságra, az üzembiztonságra, a szén-dioxid-akkreditációra és az utasok szállítására terjednek ki. A Next Experience in Travel and Technologies (NEXTT) a feldolgozási technológia és az interaktív döntéshozatal segítségével koordinálja az utasok, a rakomány, a poggyász és a repülőgépek mozgását.